# 우주공항 (스타크래프트)
우주공항(영어:Starport)은 스타크래프트 종족인 테란의 건물이다. 테란의 고급 건물 중에 하나이다.

## 특징
우주공항은 스타크래프트와 스타크래프트 리마스터에선 Starport란 영단어를 그대로 한글로 음역한 스타포트라고 불리며 스타크래프트 2에서는 한국어로 번역한 우주공항이라고 불린다. 테란의 생산 건물 중에 하나로 테란의 공중 유닛들인 레이스, 드랍십, 사이언스 베슬, 배틀크루저, 발키리를 생산하는 건물이다. 우주공항은 테테전과 테저전에서 주요한 생산 건물로 활용되며 테테전에서는 메카닉 유닛들인 벌처, 시즈 탱크, 골리앗을 수송하기 위한 유닛인 드랍십 운영, 극후반부에 가서는 레이스, 배틀크루저, 사이언스 베슬, 발키리 등의 공중 유닛들을 활용하기 위해 운영된다. 테저전에서는 우주공항에서 생산되는 유닛 중에 하나인 사이언스 베슬이 테저전의 필수 유닛인 만큼 반드시 지어주는 건물이며 바이오닉 유닛들인 마린, 파이어뱃, 메딕, 극후반부엔 가끔 뉴클리어 미사일을 활용하기 위한 고스트를 수송하거나 메카닉 테란일 경우엔 벌처, 시즈 탱크, 골리앗을 수송하기 위한 유닛인 드랍십을 운영하기 위해서도 지어주는 건물이다. 테저전이 극후반부로 흘러갈 때는 이외에도 레이스, 발키리, 배틀크루저와 같은 공중 유닛이자 최종 테크 유닛들을 활용하기 위해서도 우주공항은 운영된다. 우주공항이 가장 활용되지 않는 종족전은 테프전으로 테프전에선 보통 적인 프로토스가 아비터를 생산하여 테란을 교란시킬 목적을 저지하기 위해 사이언스 베슬을 생산하는 것에 그친다. 사이언스 베슬을 제외한 우주공항의 유닛들인 레이스, 드랍십, 배틀크루저, 발키리는 테프전에선 잘 사용되지 않는다. 우주공항을 짓는데 필요한 선행 건물은 팩토리이다. 우주공항을 짓는데 필요한 자원은 미네랄 : 150, 가스 : 100이며, 건설 시간은 70초이다. 건물의 능력치는 체력 : 1300, 기본 방어력 1로 스타크래프트의 생산 건물들 중에선 가장 내구성이 좋은 건물이다. 애드온 건물로는 컨트롤 타워가 있으며 컨트롤 타워가 애드온 되지 않은 우주공항은 오직 레이스만 생산 가능하고 드랍십부터는 컨트롤 타워가 애드온 되어야만 생산이 가능하다. 사이언스 베슬은 컨트롤 타워에 사이언스 퍼실리티가 같이 요구되며 배틀크루저는 사이언스 퍼실리티의 애드온 건물인 피직스 랩까지 요구되고 발키리는 아머리까지 요구된다. 우주공항은 테란의 건물들 중에서 띄울 수 있는 건물 중에 하나로 적에게 기지가 공격받는 위급한 상황에서는 임시 방편으로 우주공항을 띄우기도 한다. 스타크래프트 2에서는 건설 시간이 50초로 줄은 것과 기본 방어력이 1에서 3으로 오른 것을 제외하고 나머지 가격, 체력은 전작과 그대로 동일하다. 그리고 스타크래프트 2의 우주공항은 관제탑을 대신해 기술실, 반응로를 애드온할 수 있다. 스타크래프트 2의 우주공항에서 생산이 가능한 유닛은 바이킹, 의료선, 해방선, 밤까마귀, 전투순양함, 밴시가 있으며 자유의 날개, 군단의 심장에 있는 캠페인과 협동전 임무에서는 망령, 수송선, 특수선 수송선, 헤라클레스 수송선, 과학선, 발키리까지도 생산하는 건물이 된다.

## 같이 보기
- 스타크래프트
- 테란